# 울산 동구의 행정 구역
울산 동구의 행정 구역은 9행정동(8법정동) 210통 1,352반으로 구성되어 있다. 울산 동구의 면적은 36.03km2로 시의 3.4%를 차지한다. 울산 동구의 인구는 2013년 12월 31일을 기준으로 67,059세대 184,297명이다. 시전체 15.63%를 차지하는데 비해서 면적은 좁은 편이며, 그나마 전체 면적의 36.6%에 해당하는 13.19km2가 개발제한구역이다.

## 행정 구역
| 행정동  | 한자    | 면적  | 세대   | 인구    | 행정 구역 |
| ------- | ------- | ----- | ------ | ------- | --------- |
| 방어동  | 方魚洞  | 5.96  | 16,428 | 44,504  |           |
| 일산동  | 日山洞  | 2.07  | 3,666  | 7,991   |           |
| 화정동  | 華亭洞  | 1.30  | 7,522  | 18,802  |           |
| 대송동  | 大松洞  | 2.53  | 5,684  | 15,691  |           |
| 전하1동 | 田下1洞 | 4.95  | 6,910  | 18,320  |           |
| 전하2동 | 田下2洞 | 1.00  | 8,337  | 24,639  |           |
| 남목1동 | 南牧1洞 | 4.99  | 4,120  | 12,045  |           |
| 남목2동 | 南牧2洞 | 4.37  | 9,231  | 27,335  |           |
| 남목3동 | 南牧3洞 | 8.58  | 5,161  | 14,970  |           |
| 동구    | 東區    | 36.03 | 67,059 | 184,297 |           |

## 법정동
| 행정동  | 법정동                                                |
| ------- | ----------------------------------------------------- |
| 방어동  | 방어동(方魚洞)                                        |
| 일산동  | 일산동(日山洞)                                        |
| 화정동  | 화정동(華亭洞)                                        |
| 대송동  | 화정동(華亭洞)                                        |
| 전하1동 | 전하동(田下洞)                                        |
| 전하2동 | 전하동(田下洞)                                        |
| 남목1동 | 서부동(西部洞) (일부), 동부동(東部洞) (일부)          |
| 남목2동 | 서부동(西部洞) (일부)                                 |
| 남목3동 | 동부동(東部洞) (일부), 미포동(尾浦洞), 주전동(朱田洞) |

## 구의 역사
신라시대 현재의 북구 강동동에 치소를 둔 율포현(栗浦縣)의 일부였다. 율포현은 757년에 동진현(東津縣)으로 개칭하였다가 940년에 흥례부(興禮府)에 편입되었다. 고려시대에는 왜구를 방어하기 위한 수로진의 의미로 방어진(防禦陣)이라 하였다가 조선시대에 방어가 많이 잡히는 나루터라는 의미로 방어진(魴魚津)이라 불렀다. 조선 초기에 사복시 관할의 목장을 두고 방어진목장(魴魚津牧場)이라 하였다. 울산에 면리제가 시행되면서 동면 유등포리, 현종 대에는 유포면(柳浦面, 북구 강동동)에 속해 있다가 숙종 대에 목장 관할 구역을 분리해 동면(東面)이 되었다.
- 조선시대 울산도호부 동면
- 1910년 10월 1일 울산군 동면으로 칭하고, 동면사무소를 서부동에 두었다.
- 1914년 4월 1일 9개리로 개편하였다.

| 개편 전                                                | 개편 후        |
| ------------------------------------------------------ | -------------- |
| 방어동(方魚洞), 상화잠동(上花岑洞), 하화잠동(下花岑洞) | 방어리(方魚里) |
| 월산동(月山洞)                                         | 일산리(日山里) |
| 월산동(月山洞)                                         | 화정리(華亭里) |
| 전하동(田下洞), 월산동(月山洞) 일부                    | 전하리(田下里) |
| 미포리(尾浦里), 동부동(東部洞) 일부                    | 미포리(尾浦里) |
| 서부동(西部洞), 대편동(大片洞)                         | 서부리(西部里) |
| 동부동(東部洞)                                         | 동부리(東部里) |
| 주전동(朱田洞)                                         | 주전리(朱田里) |
| 염포동(鹽浦洞), 심청동(深淸洞)                         | 염포리(鹽浦里) |
- 1925년 12월 6일 면사무소를 방어리로 이전하였다.
- 1931년 4월 1일 동면을 방어진면(方魚津面)으로 개칭하였다.[2]
- 1937년 7월 1일 방어진면이 방어진읍(方魚津邑)으로 승격하였다.
- 1962년 6월 1일 울산군 방어진읍이 신설 울산시에 편입되면서 울산시 방어진출장소가 되었다.[3]
- 1972년 10월 1일 울산시 53개 법정동을 31개 행정동으로 개편하면서 방어진출장소 관할 구역에 5개 행정동이 설치되었다. 이때 염포동은 병영출장소 관할이 되었다.[4]

| 행정동         | 법정동                         |
| -------------- | ------------------------------ |
| 방어동(方漁洞) | 방어동(方漁洞)                 |
| 일산동(日山洞) | 일산동(日山洞), 화정동(華亭洞) |
| 전하동(田下洞) | 전하동(田下洞), 미포동(尾浦洞) |
| 남목동(南牧洞) | 동부동(東部洞), 서부동(西部洞) |
| 주전동(朱田洞) | 주전동(朱田洞)                 |
- 1979년 1월 1일 남목동을 남목1동과 남목2동으로 분동하였다.[5]
- 1983년 5월 1일 전하동을 전하1동과 전하2동으로 분동하였다.[6]
- 1985년 7월 15일 울산시 구제(區制)가 실시되면서 중구에 편입되어 중구 방어진출장소가 되었다.[7]
- 1985년 8월 10일 중구 방어진출장소가 시 직할 방어진출장소로 승격하였다.[8]
- 1985년 10월 15일 일산동을 일산동과 화정동으로 분동하였다.[9]
- 1988년 1월 1일 방어진출장소가 동구로 승격하였다.[10]
- 1992년 1월 20일 화정동을 화정동과 대송동으로 분동하였다.[11]
- 1995년 3월 2일 전하2동을 전하2동과 전하3동으로, 남목1동을 남목1동과 남목3동으로 분동하였다.[12]
- 1995년 8월 22일 동구청 소재지를 방어동 413-1번지[13]에서 화정동 222번지로 이전하였다.[14]
- 1997년 7월 15일 울산광역시 동구 자치구 출범, 중구 염포동이 동구에 편입되었다.[15]
- 1998년 3월 1일 염포동이 동구에서 북구로 편입되었다.[16]
- 1998년 10월 1일 주전동을 남목3동으로 합동하였다.[17]
- 2009년 1월 1일 전하3동을 전하2동으로 합동하였다.[18]